# Lorenzo da Firenze
Lorenzo da Firenze (? - fallecido en diciembre de 1372 o enero de 1373) fue un compositor y profesor italiano del siglo XIV. Se le asoció con el compositor Francesco Landini en Florencia, y fue uno de los compositores del llamado ars nova.

## Biografía
Poco se conoce de la vida de Lorenzo da Firenze, pero es posible extraer algunos detalles de su obra. Fue docente de música en Florencia, y entre sus alumnos se encontraba, probablemente, el mismo Landini. Es nombrado arcipreste de la Basílica de San Lorenzo, puesto que mantiene durante el resto de su vida. 
Lorenzo es citado en el manuscrito ilustrado "Códice Squarcialupi", nuestra principal fuente de noticias sobre los compositores italianos del siglo XIV. El "Códice" contiene 17 obras de Lorenzo, de las que diez son madrigales, seis ballate y la restante una caza. Además de estas obras del autor, han sobrevivido hasta nuestros días dos misas (las únicas obras sacras del autor, una de las cuales de dudosa atribución) y una pieza pedagógica llamada "Antefana" de cuyo texto se deduce que el autor se dedicaba a la enseñanza. 
Su estilo muestra rasgos innovadores y experimentales por un lado y conservadurismo por el otro. Si de una parte empleó la imitación, una técnica relativamente novedosa, y la tesitura heterofónica, muy poco común en la música europea, se refugió también en los intervalos paralelos perfectos, una técnica de uso común en la época. Aunque la mayor parte de su obra es monofónica, cuando escribía para más de una voz, recurría habitualmente a las voces cruzadas.
La influencia de los compositores franceses como Machaut es evidente en algunas de sus obras, como queda claro en algunos pasajes isorrítmicos característicos de la música de aquel país, pero difíciles de encontrar en las obras de los compositores italianos contemporáneos.